# Hypnum reichenbachii
Hypnum reichenbachii là một loài Rêu trong họ Hypnaceae. Loài này được Lorentz ex Kindb. mô tả khoa học đầu tiên năm 1888.